# Linophryne digitopogon
Linophryne digitopogon är en fiskart som beskrevs av Arkadii Vladimirovich Balushkin och Trunov, 1988. Linophryne digitopogon ingår i släktet Linophryne och familjen Linophrynidae. Inga underarter finns listade i Catalogue of Life.